# Основні європейські осередки видобутку міді та заліза
Основні європейські осередки видобутку міді та заліза

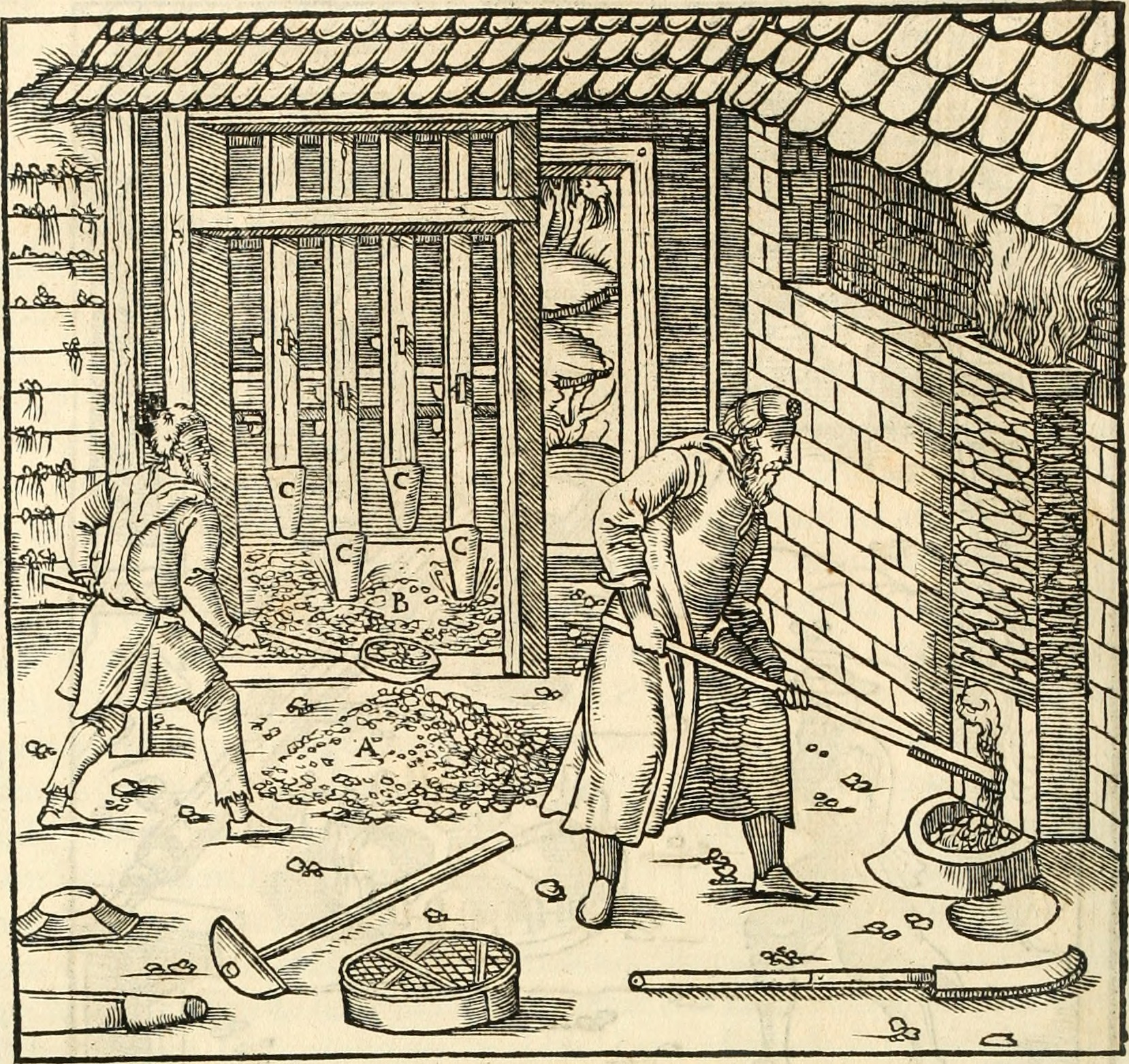
Підготовка руд до плавки. Георг Агрікола. 1556 р.

Видобуток міді в епоху середньовіччя зосереджувався в Європі, переважно на землях Священної Римської імперії, а також в Іспанії (поліметалічне родовище Ріо Тінто) та Швеції (рудник Коппарберг). Найбільш продуктивні копальні розташовувались у Центральній Європі, зокрема в Нижньому Гарці (позиція А: Гослар, Раммельсберг); у Мансфельді (позиція С: Мансфельд, Айслебен); в Тюрінгії (позиція D: Купферберг, Камсдорф, Ільменау); у Фогтланді (позиція F: Ольснітц, Докельберг); у Тіролі й Зальцкамергуті (позиція G: Кітцбюхель, Міттельберг); у чеських Рудних Горах (позиція H: Мідінець, Красліце, Шпаня Долина); у Верхній Словаччині (позиція R: Гельниця, Смольник); у Нижній Сілезії (позиція U: Мєдзянка, Злотория); у Свєнтокшиському воєводстві Польщі (позиція W: Мєдзяна Гура). Стисло зупинимося на історії найбільш показових німецьких та шведських рудників.
Одним із найбільш потужних мідних родовищ Європи були Мансфельдські поклади мідистих сланців та пісковиків, які розташовувались у південно-східній частині гірського масиву Гарца між Геттштедтом і Айслебеном (Східна Німеччина). Основні руди представлені мідним колчеданом та строкатою мідною рудою. Видобуток міді було розпочато тут «білими ченцями» (цистерціанцями) у XII ст., що зафіксовано у монастирських хроніках 1199 р. 1215 р. ці землі й монопольне право на розробку місцевих руд отримав від імператора Карла IV шляхетський рід Мансфельдів, резиденцією яких став центр гірничого промислу місто Мансфельд. Вельможні графи залучили до видобутку мідних руд численні артілі гірників, що привело до виникнення десятків невеликих рудників.
Завдяки пологому заляганню й високому ступеню оруднення покладів, які були близько до поверхні, видобуток міді в початковий період швидко зростав і досяг наприкінці XV ст. близько 2 тис. т на рік (в подальшому — дещо знизився). Кооперація гірників, заготівельників деревного вугілля та металургів, а також спільна боротьба з водопритоками та налагодження вентиляції рудень привели до об'єднання дрібних виробництв, аж до утворення в середині XIX ст. єдиної мідної компанії.
Пологий мідистий пласт Мансфельдського родовища відрізнявся значною чистотою міді, яка була добре відома й вельми цінувалася на ринках Європи, проте умови розробки були досить складні. Продуктивна товщина пласта становила лише від 7 до 17 см, хоча його простягання сягало кількох десятків кілометрів. Уся мідь, що вміщувалася в пласті, могла бути представлена у вигляді тонкого мідного пропластка товщиною приблизно 1 мм. Щорічно від цього пропластка гірничими роботами відділялась площа від 1 до 1,5 км². Чисельність гірників при цьому доходила до 10–13 тис. осіб. Розробку пласта вели системою суцільного виймання. Через малу товщину пласта доводилось підробляти частину покрівлі, щоб надати експлуатаційній виробці мінімально допустиму висоту, за якої гірники могли б у ній працювати.
Ведучі відбійні роботи шахтар працював зазвичай лежачи на лівому боці, причому, коли підошва пласта була заводнена, під ногу й руку робітника підкладали й прив'язували дерев'яні дошки. Породи руйнували кайлом, формуючи спершу врубову порожнину, а потім обрушуючи пачку порід над нею. Простір виробки позаду вибою закладали пустою породою. Розробка рухалась горизонтальними смугами від стовбура вглибину рудного поля. Відкотні штреки мали діагональний напрямок і підтримувалися кам'яним кріпленням із блоків породи укладених насухо. Руду транспортували волокушами до головного відкотного штреку, а далі — кінною відкоткою. Водовідлив забезпечували штольнями, розташованими нижче робочих горизонтів (протяжність штолень сягала в окремих випадках 13 км). Розробка родовища тривала з XII по XX ст. і була припинена лише у XVII ст. на період Тридцятирічної війни, за наслідками якої Мансфельдські рудники відійшли Пруссії.
Видатною пам'яткою середньовічного гірництва Швеції є мідний рудник Стура-Коппарберг («Велика мідна гора»), який розташований поблизу міста Фалун (провінція Бергслаген). Це багате родовище почали розробляти наприкінці епохи вікінгів і експлуатували до другої половини XX ст.. Перші письмові згадки про гірничі роботи в Фалуні належать до XIII ст. Зберігся акт від 1288 р., у якому підтверджується право єпископа П. Вастераса володіння однією восьмою частиною Мідної гори (документ містить печатки короля й восьми єпископів). 1347 р. король Еріксон Великий (Магнус Еріксон) видав гірничий закон, у якому докладно було розглянуто права й обов'язки гірників і власників Мідної гори. Значною мірою завдяки Коппарбергу Швеція в середині XVII ст. стала основним постачальником міді, даючи 2/3 обсягу європейського видобутку. У цей час на руднику працювало більше тисячі осіб, приблизно стільки ж було на допоміжних роботах і на витопленні міді, причому численні металургійні печі розташовувались по периметру Мідної гори. Поселенням, зосередженим поряд з рудником, 1641 р. було надано статус гірничого міста, число мешканців якого становило 6 тис. осіб.
До XVII ст. розробка велась відкритим способом, причому настільки інтенсивно, що на місці гірського масиву утворився величезний кар'єр. Пізніше в боках цього котловану почали споруджувати підземні виробки, значна частина яких представлена величезними камерами, що повторювали форму рудних тіл. Сьогодні у Фалуні створено відомий музей гірництва, причому давні виробки підтримуються в автентичному стані й утворюють підземну туристичну трасу старого рудника. Дотепер користуються популярністю романтичні оповідання німецьких класиків І. Хебеля «Гірник з Фалуна» та Е. Гофмана «Фалунські копальні», які пов'язані з Великою мідною горою.

Осередки видобутку заліза в середньовічній Європі були більш поширені, ніж розробки міді, завдяки численним луговим та озерним (болотним) покладам бурих залізняків, які видобували відкритим способом, або черпанням донного озерного мулу із зернами руди. Видобуток бурого залізняку був розповсюджений на широкій смузі Північної Європи, зокрема в Скандинавії та Британії. З давніх часів озерні та болотні руди використовувало населення східної та північної Фінляндії, причому способи черпання руд не мінялися протягом багатьох сторіч. Про виробництво заліза кількаразово згадується в давніх карело-фінських рунах, які увійшли до славетного епосу «Калевала». Видобуток руди здійснював легендарний коваль Ілмарінен:
"З чорних вод, із драговини
Витяг він руду заліза
І на кузню враз доставив

Прямо в горн наш Ілмарінен”.
З часів раннього середньовіччя виробляли залізо з болотних і озерних відкладів на теренах Швеції. Основний осередок гірничо-металургійного промислу сформувався в південній провінції Смоланд. Саме цьому залізу завдячують славнозвісні військові успіхи вікінгів. Трохи пізніше (у XII ст.) виникло місто Кальмар, яке стало важливим пунктом торгівлі та експорту заліза. Центром металургійного виробництва був Таберг, де в XV—XVII ст. були освоєні нові методи плавлення й обробки заліза, запозичені в Німеччині та Англії. Ще два потужні центри підземної розробки заліза сформувалися в XII—XIII ст. на острові Готланд та в районі Бергслаген (Центральна Швеція). Тут шахтним способом видобували високоякісні магнетитові руди та залізисті кварцити. Відкрита розробка гірських масивів здійснювалась на родовищах Гелліфаар і Гренгесберг. Якість шведського заліза високо цінували на ринках Європи. Наприкінці XIV ст. експорт заліза із Стокгольма в Любек становив близько 900 т на рік, а наприкінці XV ст. — 1300 т.
 
Видобуток залізорудних покладів осадового типу (здебільшого лугових руд бурого залізняку) мав поширення і у Великій Британії. Найдавніші розробки заліза зафіксовані в Форест-оф-Діні (Південний Уельс). Після норманського завоювання країни (1066 р.) основні центри видобутку заліза зосередилися в Північному Уельсі (Флінтшир), в Північній та в Центральній Англії (Камберленд та ін.). Розробку вели відкритим способом, створюючи невеликі за розмірами кар'єри). Примітно, що в цих самих регіонах були багаті вугільні поклади, які залягали близько від поверхні землі. Видобуток кам'яного вугілля (невеликими кількостями) розпочали в Англії у XII ст. Розробку вели виробками у вигляді дзвоноподібних котлованів глибиною до 12 м. Вугілля видавали в кошиках, воду відводили підземною дренажною канавою. Кам'яне вугілля застосовували в кузнях і для побутових потреб (для витоплення металів як і раніше використовували деревне вугілля). У XVI ст. до Англії були запрошені гірничі майстри й рудознавці з німецьких земель, які значною мірою покращили технології гірничих робіт, сприяли переходу до ефективних способів підземного видобутку руд і вугілля.
На лугових та болотних рудах бурого залізняку був заснований і широко розвинутий залізний промисел ранніх слов'ян півдня Східної Європи та Київської Русі. Багата спадщина скіфського світу, у тому числі його ремісничих традицій, не могла не впливати на культуру племен, які наступної доби мешкали на цій території. Ґрунтовні археологічні дослідження пам'яток залізодобування, металургії та ковальського промислу на території України дозволяють стверджувати, що розвиток ранньослов'янської та києворуської чорної металургії та металообробки мав під собою досить міцну технічну й технологічну базу, закладену ще в давньому світі. Слов'янські майстри опанували сиродутний спосіб виробництва заліза, вдосконалили різні типи металургійних печей (у тому числі — продуктивних горнів із шлаковипуском), оволоділи численними прийомами ковальської справи. Цьому сприяла широка розповсюдженість лугових та болотних залізних руд українського лісостепу (Житомирщина, Чернігівщина, Київщина, Волинь, Подніпров'я, Овруцький кряж та ін.). Існували потужні залізодобувні центри, які були виявлені археологами на Райковецькому (Бердичів) та Ленковецькому (Чернівці) городищах, в Городеську, Плиснеську та ін. Масштаби цих розробок у пізньому середньовіччі свідчать про товарний характер залізодобувного виробництва.
Крім окремих потужних центрів видобутку руд, південно-східні слов'яни розвивали численні невеликі розробки поблизу своїх поселень, що задовольняли потреби мешканців одного селища або групи сіл. Здебільшого місцеві металурги самі займалися добуванням руди, її збагаченням, випалюванням деревного вугілля та обробкою виплавленого металу. Сталий розвиток металургії заліза Київської Русі з наявними періодами бурхливого розвитку дрібнотоварного виробництва залізних знарядь перервався за часів монгольського нашестя й почав відроджуватись лише в XIV—XV ст., коли одним із найбільших осередків видобутку лугових та болотних залізних руд стає Житомирське Полісся.
Крім відкритих розробок легкодоступних руд бурого залізняку, значне поширення в Центральній Європі отримали підземні розробки магнетитових, гематитових, сидеритових руд. Високим залізоробним мистецтвом славилися гірники Священної Римської імперії, яку називали «країною заліза та сталі». Видобуток залізних руд підземним способом здійснювали на землях Саксонії, Сілезії, Штирії, Гессену, Вюртемберга, Гарца, Зігерланду. Найбільш потужні центри видобутку заліза формувалися на базі розробки руд гірських масивів (видобуток магнетиту, сидериту, гематиту та інших мінералів).
Одним із найбільших залізодобувних центрів Німеччини став Зігерланд, Вестфалія. Це родовище розроблялось ще давніми германцями і було знов «відкрите» в XI ст. Об'єми середньовічних виробок і шлакових відвалів свідчать про сотні тисяч металургійних витопів, здійснених гірниками цього району. Великої слави зажив рудник Штальберг («Сталева Гора»), який розташовувався поблизу міста Мюзена. Перші письмові згадки про місцевий видобуток руд датовані 1313 р. Тут розробляли винятково багате родовище сидериту з домішками марганцю. Товщина крутоспадного покладу становила близько 30 м. Її розробляли поверхневим способом зверху вниз на десяти ярусах загальною висотою 100 м. Споруджені в горі штольні поєднували з вертикальними стовбурами. Від штолень через кожні 10 м в рудне тіло входили добувні штреки.
Особливе значення в історії чорної металургії мала Штирія (Південно-Східна Австрія). Кельти розробляли тут залізо за кілька сторіч до н. е. Писемні джерела середньовіччя свідчать про відродження тут гірничого промислу на початку VIII ст., коли на території Штирії існувало слов'янське князівство Карантанія (держава словенців в басейні річки Мура і верхів'ях річки Драва в VII—XI ст.), яке пізніше увійшло до складу Баварії. Осередком видобутку стало велетенське родовище сидериту — гора Ерцберг («Рудна Гора»), з боків якої розмістилися гірничі поселення Айзенерц («Залізна Руда») та Дордернберг («Передгір'я»). Поклади сидериту розташовувалися тут серед товщі силурійських сланців, що створювали широку й глибоку мульду між вершиною рудної гори (висотою 1537 м) і долиною річки Айзенерц. По всьому схилу гори руда виходила на поверхню й розроблялася відкритим способом. Висота уступів становила 9—13 м, а їх кількість сягала 40.
Одним із перших способів транспортування було доставляння руди в мішках, які укладали на полози, що були оснащені спереду однією парою коліс. Такий візок спускали крутими стежками, прокладеними схилами гори. У подальшому для транспортування виробку до містечка Айзенерц в горі була споруджена спеціальна шахта. Видобута відкритим способом руда доставлялася до шахтних стовбурів, спускалася на нижні горизонти й спеціальними похилими виробками транспортувалася до залізоробних заводів, що розташовувалися біля підніжжя гори Ерцберг.
Про те, що видобуток залізної руди був у середньовіччі головною справою місцевих мешканців, свідчать прапори міст, які імператор Фрідріх III 1453 р. подарував гірникам. На щиті одного із прапорів зображені основні знаряддя руйнування гірських порід — гірничі молотки, а сам щит підтримує гірник у характерній робочій одежі. На іншому прапорі зображені трударі, які за допомогою кирки ведуть видобуток руд. Велику славу Ерцберга засвідчує поштова марка кінця 30-х років XX ст., що дістала широкого поширення в Третьому Райху.
Залізо з Ерцберга доставлялось в Леобен, старовинний центр торгівлі металом, що розташовувався на торговому шляху венеційців у Центральну Європу (сьогодні це австрійське місто відоме своїм гірничим університетом). З Леобену залізо розвозили до численних кузень, що розміщувалися на річках Мур і Мюрц, для виготовлення зброї та різноманітних знарядь праці. Залізні вироби Штирії довгий час мали великий попит і були добре відомі по всій Європі.
Таким чином, у середні віки видобуток виробничих металів, передовсім міді й заліза, стимулювався потребами та новими винаходами у військовій справі, зокрема винайденням і розвитком артилерії. Слід підкреслити непересічну роль у цій царині азійських країн, зокрема Китаю, Японії, Індії, Арабського Халіфату. У Європі видобуток міді в епоху середньовіччя зосереджувався здебільшого на землях Священної Римської імперії, Швеції та Іспанії, тоді як залізорудний промисел на основі болотних та озерних руд територіально був більш поширеним. Суттєвим технологічним кроком технічного поступу стали перші чавуноливарні технології й переділ чавуну в ковне залізо. Загалом, ті країни, які мали в достатній кількості свою мідь і залізо, як правило, розвивалися більш прискорено, мали значну військову потугу, багаті експортні можливості й вагомий політичний вплив, що сприяло особливому ставленню можновладців до розвитку гірництва й металургії, надавало правові привілеї спільнотам гірників.